# Claudio Durigon
Claudio Durigon (Latina, 10 settembre 1971) è un politico e sindacalista italiano, sottosegretario di Stato al Ministero del lavoro e delle politiche sociali dal 13 giugno 2018 al 5 settembre 2019 nel governo Conte I e dal 2 novembre 2022 nell'attuale governo Meloni.
È stato inoltre sottosegretario di Stato al Ministero dell'economia e delle finanze dal 1º marzo al 2 settembre 2021 nel governo Draghi.

## Biografia
Nato a Latina nel 1971 vive a Roma. I suoi nonni erano braccianti agricoli veneti, originari della provincia di Treviso, giunti nell'Agro Pontino all'epoca delle bonifiche attuate dal governo Facta. Sposato e separato, ha due figli, Andrea e Annalisa. Diplomato in ragioneria, ha lavorato dal 1996 al 2009 come operaio presso la multinazionale farmaceutica Pfizer.

### Attività sindacale
Nel 1996 si è iscritto all'Unione Generale del Lavoro (UGL), nella quale ha svolto attività sindacale ed è stato prima segretario provinciale di Latina, quindi segretario generale dei metalmeccanici e poi vicesegretario generale della Confederazione dall'ottobre 2014 al gennaio 2018.

### Attività politica
Alle elezioni regionali in Lazio del 2013 è stato candidato a consigliere regionale nella Lista Storace per la provincia di Latina, ottenendo 6.077 preferenze e non risultando eletto.
Verso la fine del 2017 si è avvicinato alla Lega ed a gennaio 2018 ne è diventato responsabile del dipartimento lavoro. Alle elezioni politiche del marzo 2018 è stato candidato ed eletto alla Camera dei deputati nel Collegio plurinominale Lazio 2 - 02 nelle liste della Lega.
In seguito alla nascita del governo Conte I tra il Movimento 5 Stelle e la Lega, il 13 giugno 2018 è stato nominato sottosegretario di Stato al Ministero del lavoro e delle politiche sociali dal Consiglio dei ministri, carica che ha mantenuto fino alla fine del governo Conte I il 5 settembre 2019. Durante il mandato da sottosegretario si è principalmente occupato della proposta simbolo della Lega "Quota 100”, che ha dato la possibilità di andare in pensione con 62 anni di età anagrafica e 38 anni di contributi.
Commissario della Lega a Roma, nel dicembre 2020 è nominato coordinatore regionale della Lega nel Lazio. Il 1º marzo 2021 è stato nominato Sottosegretario di Stato al Ministero dell'economia e delle finanze nel governo Draghi, fino alle dimissioni intervenute il 26 agosto 2021, accolte e rese efficaci con il DPR 2 settembre 2021.
Alle elezioni politiche anticipate del 2022 viene candidato al Senato della Repubblica nel collegio uninominale Lazio - 01 (Viterbo) per il centro-destra, oltreché come capolista della Lega nel collegio plurinominale Lazio - 02.
Verrà eletto all'uninominale con il 52,03%, più del doppio rispetto all'avversario del centro-sinistra Alessandro Mazzoli (21,59%) e a quello del Movimento 5 Stelle Massimo Erbetti (13,82%).
Con la vittoria della coalizione di centro-destra alle politiche del 2022 e la seguente nascita del governo presieduto da Giorgia Meloni, il 31 ottobre 2022 viene indicato dal Consiglio dei Ministri come sottosegretario di Stato al Ministero del lavoro e delle politiche sociali nel governo Meloni, entrando in carica dal 2 novembre e affiancando il ministro Marina Elvira Calderone.
Nel novembre 2023 diventa coordinatore della Lega in Campania. Nel febbraio 2024 viene nominato anche commissario della Lega in Sicilia.  Il 12 settembre 2024 Matteo Salvini lo nomina nuovo vicesegretario della Lega insieme ad Alberto Stefani.

## Controversie

### Follow the money
Ad aprile 2021 è finito al centro dell'inchiesta giornalistica di Fanpage.it Follow the money, nella quale si è ricostruita la collaborazione tra il suo sindacato UGL e la Lega di Salvini, prima delle politiche 2018, suggellata da Durigon stesso. L'UGL fornisce alla Lega supporto durante gli eventi pubblici, la sua sede al primo piano in via delle Botteghe Oscure per il team social di Matteo Salvini (la "Bestia") e uomini nelle aree in cui la Lega cercava di radicarsi, come Rossano Sasso e Francesco Zicchieri. Inoltre, ripreso con una telecamera nascosta, confida il motivo per cui non è preoccupato dalle indagini dei 49 milioni dei rimborsi elettorali confiscati alla Lega dalla procura di Genova: «quello che fa le indagini, il generale della Guardia di finanza, sulla Lega lo abbiamo messo noi.»
Il 3 maggio, lo stesso giornale informa che il deputato de L'Alternativa c'è Andrea Colletti depositerà una mozione di revoca rivolta al sottosegretario. Il giorno successivo anche il deputato di Sinistra Italiana, Nicola Fratoianni, deposita un’interrogazione scritta indirizzata al Ministro dell'economia e delle finanze Daniele Franco e al Presidente del Consiglio Mario Draghi «per sapere quali iniziative intendono assumere» in merito alla vicenda. Il successivo 7 maggio, anche il Movimento 5 Stelle deposita una mozione di revoca nei suoi confronti.

### Parco Arnaldo Mussolini
Ad agosto 2021 suscita molto scalpore e polemiche tra le forze politiche, in considerazione del suo incarico di sottosegretario ricoperto nel Governo Draghi, la proposta di rimuovere l'intitolazione a Giovanni Falcone e Paolo Borsellino di un parco pubblico a Latina, per ripristinare la vecchia denominazione ad Arnaldo Mussolini, fratello minore di Benito Mussolini.
Il Partito Democratico, Sinistra Italiana e alcuni esponenti di Forza Italia annunciano di voler sottoscrivere la mozione di censura presentata nello scorso mese di maggio alla Camera dal Movimento 5 Stelle. Inoltre molte testate giornalistiche e numerosi primi cittadini hanno avviato delle petizioni online volte alla rimozione di Durigon dal ruolo di sottosegretario. Il 26 agosto 2021, dopo un incontro con il segretario federale della Lega Matteo Salvini, ha rassegnato le dimissioni da sottosegretario.